# Lutaci
Lutaci (llatí: Lutatius) va ser un historiador romà.
Va escriure una obra titulada Communis Historia, o Communes Historiae, de la que se sap que tenia almenys quatre llibres. Podria ser el mateix personatge que Quint Lutaci Catul que va morir en les proscripcions de Gai Màrius, però sembla més probable que sigui un personatge diferent, car Cató no menciona la Communis Historia en la relació que fa de les obres de Quint Lutaci.